# Polystyliphora portistephensii
Polystyliphora portistephensii är en plattmaskart som beskrevs av Curini-Galletti 1998. Polystyliphora portistephensii ingår i släktet Polystyliphora och familjen Polystyliphoridae. Inga underarter finns listade i Catalogue of Life.